# Palmarès dell'Asiago Vipers
Nel suo palmarès annovera 19 titoli nazionali – 7 scudetti, 5 Coppe Italia e 7 Supercoppe italiane – che ne fanno il secondo club più titolato alle spalle del Milano (31). A livello internazionale vanta invece 3 Euroleghe che rendono il club il più titolato d'Italia.

## Competizioni ufficiali
22 trofei

### Competizioni nazionali
19 trofei
- Campionato italiano: 7

2003-2004, 2004-2005, 2005-2006, 2006-2007, 2007-2008, 2008-2009, 2009-2010
- Coppa Italia: 5

2002-2003, 2006-2007, 2007-2008, 2008-2009, 2009-2010
- Supercoppa italiana: 7

2003, 2004, 2005, 2006, 2007, 2009, 2010

### Competizioni internazionali
3 trofei
- Eurolega: 3 (record italiano)

2005, 2007, 2008

## Altri piazzamenti

### Competizioni nazionali
- Campionato italiano:

Finale play-off scudetto: 1 (2000-2001)
Semifinale play-off scudetto: 5 (2001-2002, 2002-2003, 2020-2021, 2021-2022, 2022-2023)
- Coppa Italia:

Finale: 3 (2003-2004, 2004-2005, 2011-2012)
Semifinale: 7 (2001-2002, 2010-2011, 2016-2017, 2017-2018, 2018-2019, 2020-2021, 2022-2023)
- Supercoppa italiana:

Finale: 2 (2008, 2012)

### Competizioni internazionali
- Eurolega:

Finale: 1 (2009)